# Rainer Kilb
Rainer Kilb (* 1952 in Kelkheim/Taunus) ist ein deutscher Erziehungs- und Sozialarbeitswissenschaftler. Er ist einer der führenden akademischen Vertreter der konfrontativen Pädagogik in Deutschland.
Kilb studierte Erziehungswissenschaften, Sportwissenschaften und Soziologie an der Universität Frankfurt, wo er 2000 zum Dr. phil. promoviert wurde. Nach dem Studium war er zwei Jahre als Sportlehrer an einer Hauptschule im Frankfurter Gallusviertel tätig, danach arbeitete er sechs Jahre im  Jugendfreizeitzentrum Frankfurt-Sachsenhausen. Es folgten Tätigkeiten als wissenschaftlicher Mitarbeiter und Projektleiter am „Institut für Jugendforschung und Jugendkultur“ und im Institut für Sozialarbeit und Sozialpädagogik (ISS e.V.) in Frankfurt am Main und Lehrtätigkeiten im Bereich der sozialen Arbeit. Seit 2001 ist Kilb Professor an der Fachhochschule Koblenz, seit 2003 an der Hochschule Mannheim (heute Technische Hochschule Mannheim), von 2006 bis 2013 war er ebendort Dekan der Fakultät für Sozialwesen.
Seine Arbeitsschwerpunkte in Forschung und Lehre sind: Kinder- und Jugendhilfe, Soziales Training, Jugendgewalt, Konfliktmanagement, Anti-Aggressivitätstraining, konfrontative Pädagogik und Soziale Arbeit und Stadtentwicklung.

## Schriften (Auswahl)
- Konfrontative Pädagogik in der Schule. Anti-Aggressivitäts- und Coolnesstraining. Juventa-Verlag, Weinheim / München 2006, ISBN 3-7799-2132-4 (3. Auflage 2013).
- Jugendgewalt im städtischen Raum. Strategien und Ansätze im Umgang mit Gewalt. VS, Verlag für Sozialwissenschaften, Wiesbaden 2009, ISBN 978-3-531-15840-2 (2. Auflage 2011).
- Methoden der Sozialen Arbeit in der Schule. Ernst-Reinhardt-Verlag, München / Basel 2009, ISBN 978-3-497-02051-5 (als Herausgeber mit Jochen Peter, 2. Aufl. 2016).
- Handbuch Konfrontative Pädagogik. Grundlagen und Handlungsstrategien zum Umgang mit aggressivem und abweichendem Verhalten. Juventa-Verlag, Weinheim / München 2011, ISBN 978-3-7799-0796-1 (als Herausgeber mit Jens Weidner).
- Konfliktmanagement und Gewaltprävention. Lehrbuch. Springer-VS, Verlag für Sozialwissenschaften, Wiesbaden 2012, ISBN 978-3-531-17484-6.
- Einführung in die Konfrontative Pädagogik. Ernst-Reinhardt-Verlag / UTB, München / Basel 2013, ISBN 978-3-8252-3868-1 (als Autor mit Jens Weidner; 2. Auflage 2025).
- Konflikte, Radikalisierung, Gewalt. Hintergründe, Entwicklungen und  Handlungsstrategien in Schule  und Sozialer Arbeit. Beltz-Juventa-Verlag, Weinheim / Basel 2020, ISBN 978-3-7799-6063-8.
- Gewalt im Griff. Konfrontative Ansätze in der Anti-Gewalt-Pädagogik. Beltz-Juventa-Verlag, Weinheim / Basel 2023, ISBN 978-3-7799-7570-0 (als Herausgeber mit Jens Weidner, 6. Aufl.).
- Soziale Arbeit in Schulen – Grundlagen, Konzepte und Methoden. Ernst-Reinhardt-Verlag, München / Basel 2023, ISBN 978-3-497-03222-8 (als Herausgeber mit Marion Baldus, 3. Aufl. 2023).
- Soziale Kohäsion und Vielfalt in Stadtquartieren. Springer-VS, Wiesbaden 2024, ISBN 978-3-658-45230-8 (als Herausgeber).
- Social Cohesion and Diversity in Urban Neighborhoods: Contradictions – Discussion – Implementation Procedures. Springer Nature, Wiesbaden 2025, ISBN 978-3-658-47461-4.